# Psi Aquilae
Psi Aquilae (ψ Aqulilae, förkortat Psi Aql, ψ Aql)  är en ensam stjärna belägen i den nordöstra delen av stjärnbilden Örnen. Den har en skenbar magnitud på 6,25 och är svagt synlig för blotta ögat där ljusföroreningar ej förekommer. Baserat på parallaxmätning inom Hipparcosuppdraget på ca 3,2 mas, beräknas den befinna sig på ett avstånd på ca 1 000 ljusår (ca 310 parsek) från solen.

## Egenskaper
Psi Aquilae är en blå till vit jättestjärna av spektralklass B9 III-IV, som anger att spektret till olika delar ligger i området mellan en underjätte och en jättestjärna. Den har en radie som är ca 3,7 gånger större än solens och utsänder från dess fotosfär ca 340 gånger mera energi än solen vid en effektiv temperatur av ca 10 800 K.